# Рас-ель-ханут
Рас-ель-ханут (араб. راس الحانوت, буквально — «голова крамниці») — суміш спецій, яка використовується у магрибській кухні, також популярна й в Середземномор'ї. Іноді називається «марокканським карі».

## Склад
Буквальний переклад назви суміші з арабської (голова крамниці) означає, що до її складу входять найкращі спеції, доступні в крамниці. Втім, залежно від магазину, компанії чи родини її склад може дещо відрізнятися. Суміш зазвичай складається з понад десятка спецій у різних пропорціях. Загальновживаними є кардамон, кумин, гвоздика, кориця, мускатник, духмяний перець, сухий імбир, перець чилі, насіння коріандру, чорний перець, солодка і гірка паприка, пажитник і суха куркума.
В деяких регіонах додають ягоди ясена, їстівний смикавець, малегету, корінь ірису, вітекс священний, перець кубеба, сушені бутони троянд, насіння фенхелю або анісу, калган, довгий перець. Інколи додаютьсясіль або цукор. У Марокко деякі власники магазинів додають до суміші перетерті сухі шпанські мушки (відомі як кантариди).

## Приготування

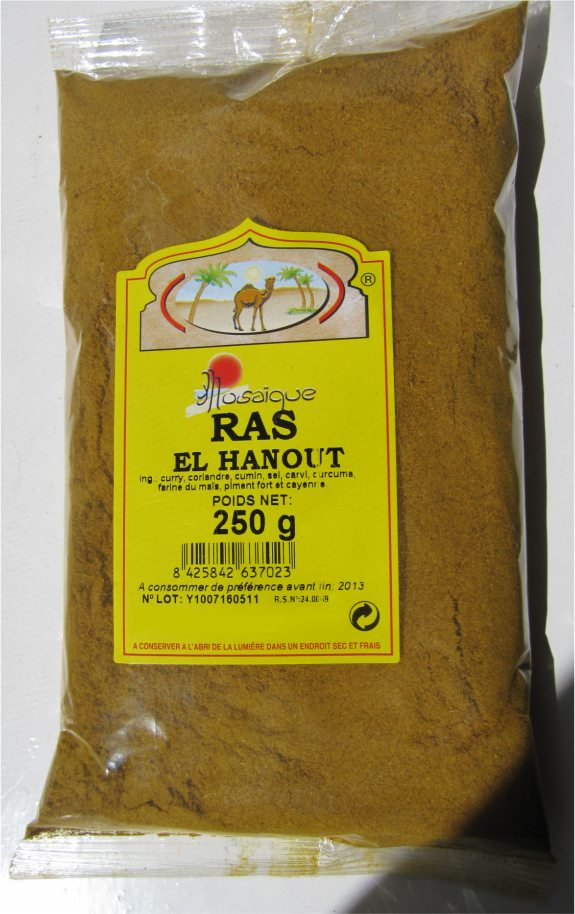
Упаковка марроканського рас-ель-хануту

Складники за різними рецептами подрібнюють окрема, разом, підсмажують перед подрібненням. Часто продається вже у варіанті придатному для застосування.

## Використання
Застосовується в багатьох солоних стравах, іноді натирається на м'ясо або рибу або перемішується з кускусом, макаронами або рисом, додається до берберського таджина, шорви, алжирської страви штітха, марокканської мрузії, часто застосовується до страв під час святкування Курбан-байраму.